# 孟席斯希爾
孟席斯希爾（英語：Menzieshill）是蘇格蘭邓迪西部的地方，這區東部是私人房屋，西部是公共房屋。丹地的主水塔亦位於這區。這裡在1973年至2016年間有一所高中，位於水塔對面。